# Pediobius thoracicus
Pediobius thoracicus  (лат.) — вид паразитических наездников рода Pediobius из семейства Eulophidae (Chalcidoidea) отряда перепончатокрылые насекомые. Индонезия (Ява, Бали). Переднеспинка с шейкой, отграниченной килем (поперечным гребнем). Щит среднеспинки с развитыми изогнутыми парапсидальными бороздками. Ассоциированы с бабочками Cosmopteryx pallifasciella (Momphidae, паразиты личинок) и растениями Saccharum officinarum (Poaceae).